# Osphranter robustus
Osphranter robustus là một loài động vật có vú trong họ Macropodidae, bộ Hai răng cửa. Loài này được Gould mô tả năm 1840.
Loài này sinh sống ở Úc.

## Hình ảnh

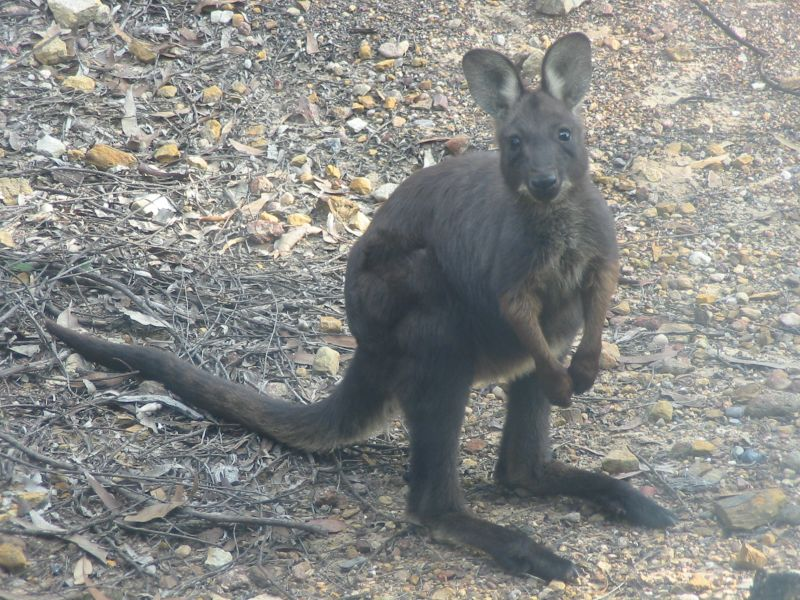
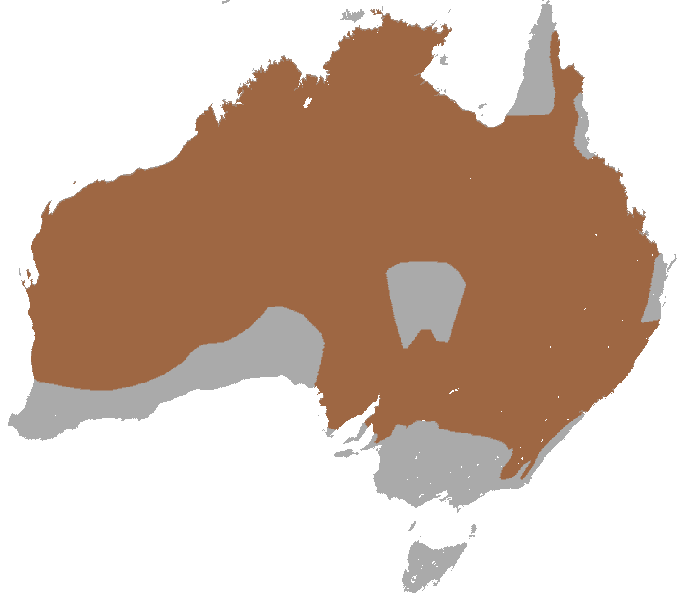
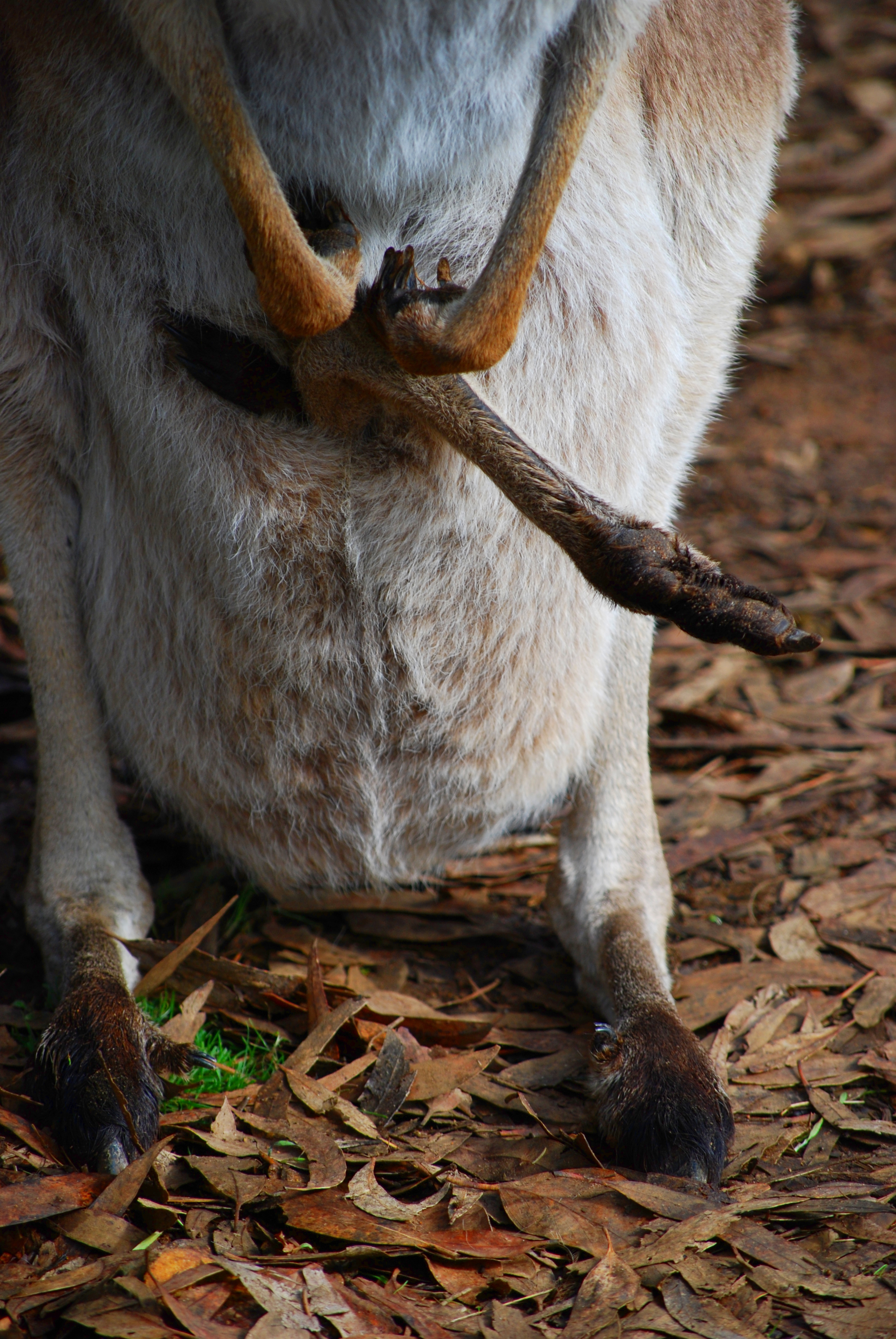
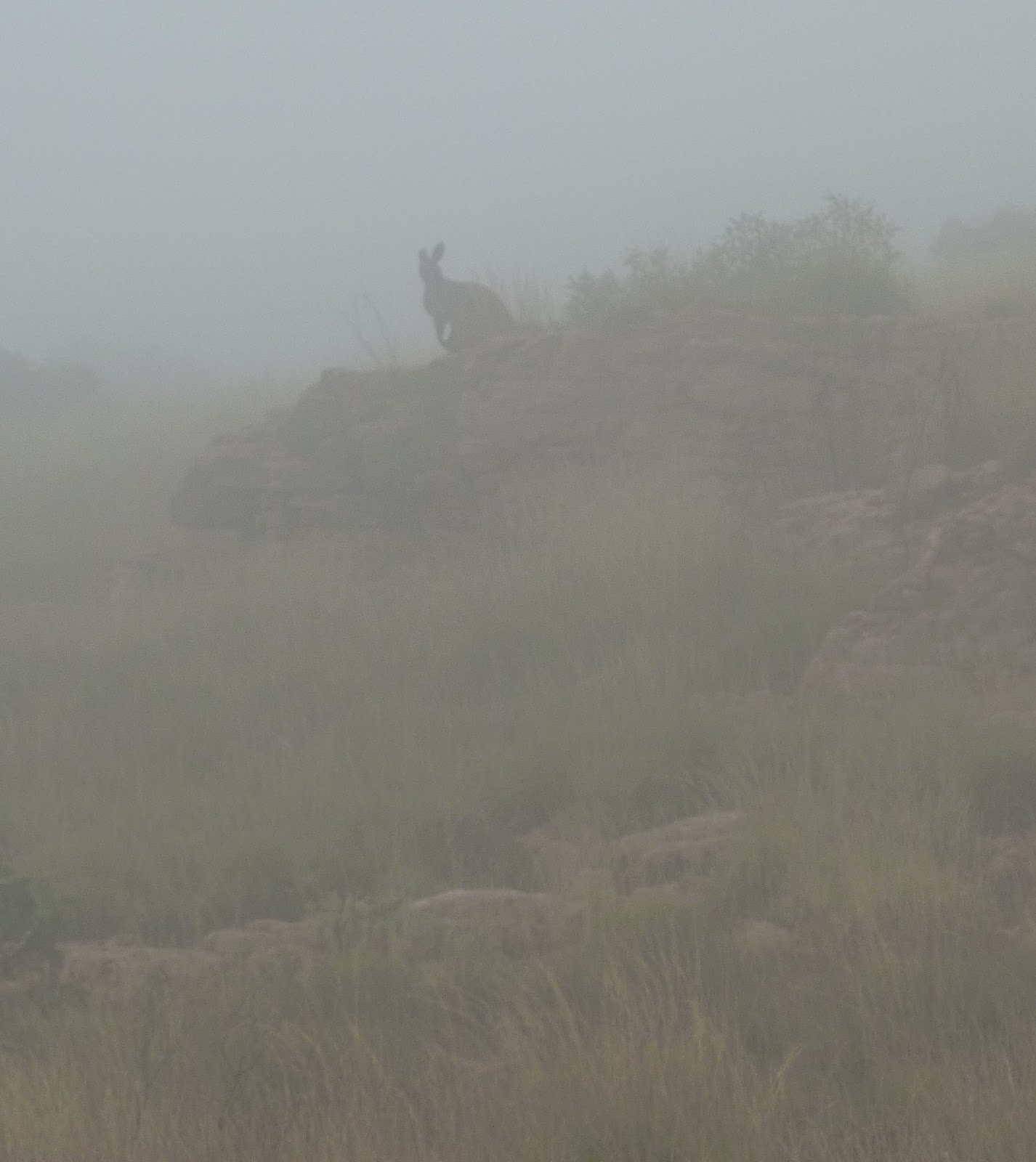